# Tunø Sogn
Tunø Sogn er et sogn i Odder Provsti (Århus Stift).
I 1800-tallet var Tunø Sogn et selvstændigt pastorat. Det hørte til Ning Herred. Tunø sognekommune
blev ved kommunalreformen i 1970 indlemmet i Odder Kommune.
I Tunø Sogn ligger Tunø Kirke.
I sognet findes følgende autoriserede stednavne:
- Mosen (areal)
- Nørreklint (areal)
- Revet (areal)
- Stenkalven (areal)
- Sønderklint (areal)
- Tunø (areal, bebyggelse, ejerlav)
- Tunø Røn (areal)